# Ciramahilir
Ciramahilir is een bestuurslaag in het regentschap Purwakarta van de provincie West-Java, Indonesië. Ciramahilir telt 3345 inwoners (volkstelling 2010).